# Synagoge (Lunna-Wola)

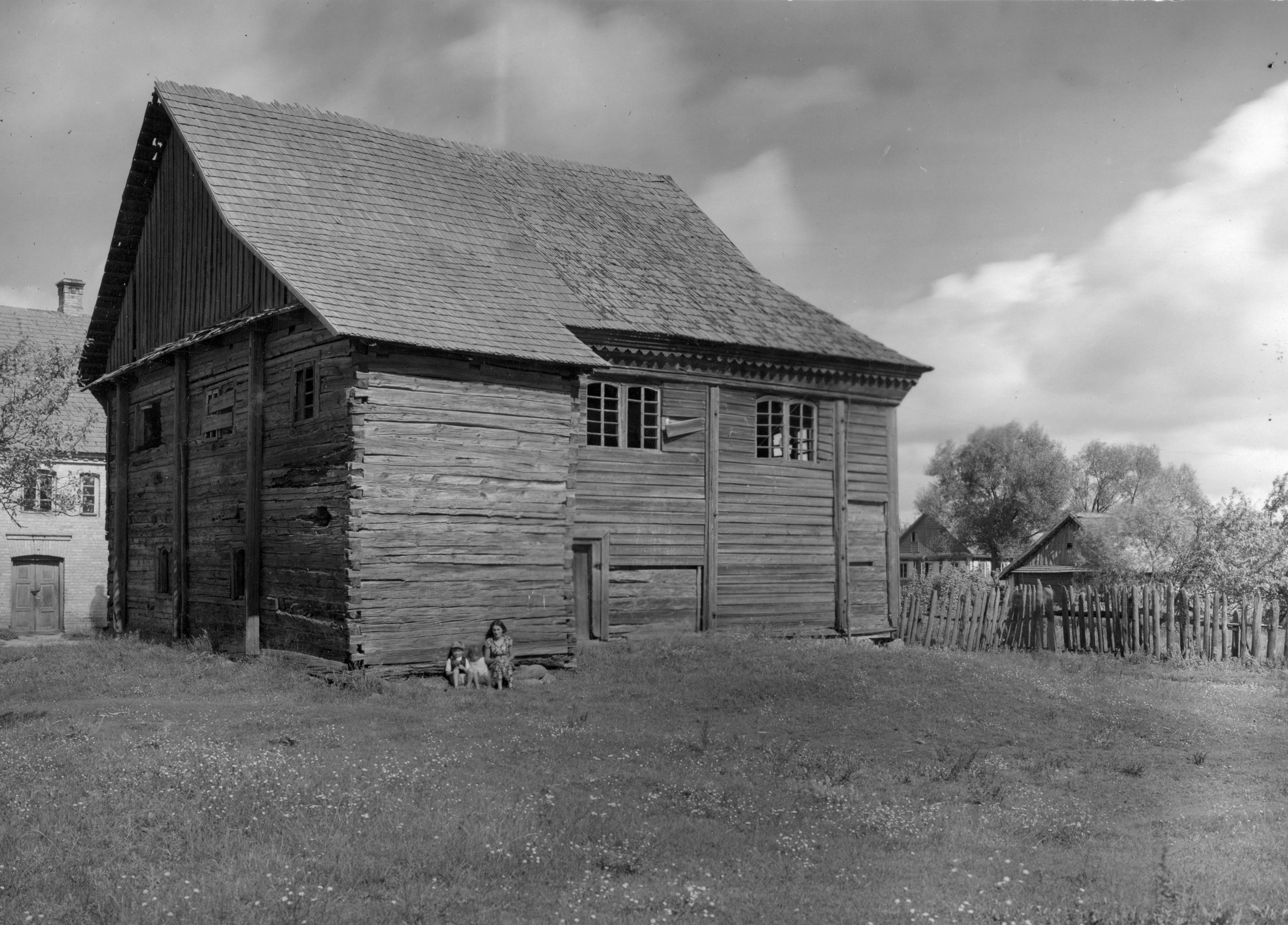
Synagoge in Lunna-Wola (ca. 1930)

Die Synagoge in Lunna-Wola (belarussisch Лунна), einem belarussischen Ort in der Hrodsenskaja Woblasz, wurde um 1800 erbaut. Sie stand in dem heute zu Lunna gehörendem Ortsteil Wola. Die Synagoge aus Holz wurde während des Zweiten Weltkriegs zerstört.

## Geschichte
Gebaut wurde das Gebäude im späten 18. oder frühen 19. Jahrhundert. Im Laufe des 19. Jahrhunderts wurde sie umgebaut; vor 1927 fanden Renovierungen statt. 1937 wurde sie als historisches Monument anerkannt, allerdings diente sie irgendwann in den 1930er-Jahren nicht mehr länger als Synagoge.
Im Zweiten Weltkrieg war die Stadt ab 1941 von deutschen Truppen besetzt. In dieser Zeit wurde auch die Synagoge zerstört.

## Architektur

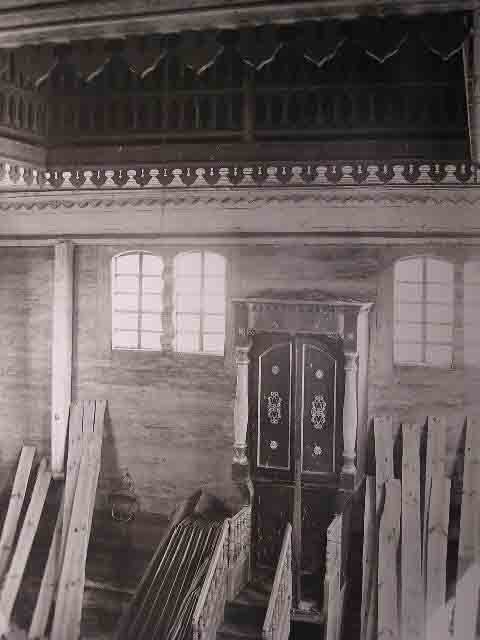
Blick auf den Toraschrein

Vor den Umbauten im 19. Jahrhundert bestand die Synagoge aus dem 8,70 × 8,70 m großen Hauptraum, dem Männergebetsraum. Die Wandhöhe war 5,00 m; die Höhe bis zum höchsten Punkt des Gewölbes war 8,70 m.
Im Westen und Süden war sie von erheblich niedrigeren Anbauten umgeben: im Westen ein Vestibül und im Süden der Frauengebetsraum. Diese wurden abgerissen und im Westen durch einen gleichhohen Anbau ersetzt. Dieser ragte im Süden über die Seitenwand hinaus. In diesem Teil befand sich der Treppenaufgang zu dem neuen Frauenraum. Im Erdgeschoss war neben dem neuen Vestibül ein weiterer kleiner Raum.
Auf der Ostseite war ein Fußwalmdach und auf der Westseite ein Giebeldach. Dieses wurde im Süden über den Anbau/Treppenaufgang hin verlängert.
Der Hauptraum hatte hochgelegene, größere Zwillingsfenster; der Anbau hatte kleinere Fenster.
Der Toraschrein an der Ostwand stand auf einem Podium; er hatte zwei von einfachen Säulen eingerahmte Türflügel. Über die in der Raummitte stehende Bina ist nichts bekannt.